# Heidrun Breier
Heidrun María Breier (Timișoara, Rumania, 1971) es una actriz de cine, teatro y televisión y una directora de teatro rumano-alemana radicada en Chile.

## Biografía
Heidrun Breier nació en 1971 y emigró con su familia en 1979 a Alemania Federal. Tenía 18 años cuando cayó el muro de Berlín y recuerda los eventos de esa época como «impactante». Estudió teatro entre 1990 y 1994 en la Universidad de Música y Teatro de Hamburgo. Al año siguiente fue contratada por el Teatro Municipal de la ciudad de Leipzig, donde participó en todas las obras del repertorio hasta 1998. Ese año emigró a Chile, donde empieza a trabajar como actriz y a formar el grupo Un Mundo Teatro junto a su expareja, el actor Daniel Muñoz.
En 1999 Breier participó en la obra Los bufones de Shakespeare con la Compañía Sombrero Verde, dirigida por Willy Semler. El año 2001 participó en la obra Historias de familia, por la cual estuvo nominada a la III Versión del Premio Altazor. Al año siguiente actuó en Sor María Ignacio lo explica todo para usted, obra por la que fue nominada a la IV Versión del Premio Altazor. Entre 2006 y 2008 participó en el seminario de dirección en la Academia La Memoria de Alfredo Castro. En 2008 interpretó con su marido Daniel Muñoz una pareja de desconocidos que se junta con el fin de realizar una fantasía sexual.
En 2009 Heidrun Breier recibió el premio Altazor en la categoría mejor dirección por su obra Filoctetes, que dirigió.  Su siguiente obra fue Bajo hielo, cuya puesta en escena fue calificada de «radical y novedosa» por el diario La Tercera. En esta puesta en escena, el público es parte de la escenografía, y los actores actúan entre los espectadores. En 2011, dirigió a ocho actrices para la obra La muerte de Danton. En 2014, se realizó bajo su dirección la obra Tranquila eres mía, sobre las relaciones de dominación y dependencia.
Después de varios años dirigiendo, en 2017 Breier «sintió la necesidad y las ganas de volver a actuar» y protagonizó la madre de un terrorista en el monólogo Gaz de Tom Lanoye.
En 2018, volvió a la dirección con Demasiado cortas las piernas, sobre una niña abusada por su padre. En 2022, dirigió Las Amantes, adaptada de la novela homónima de Elfriede Jelinek. El medio BioBioChile destacó la «agudeza del sentido crítico de la propuesta» y el diario El Mostrador destacó «la inteligente solución teatral de convocar a cinco varones para interpretar roles que en la novela de Jelinek son asumidos por mujeres». En 2023, dirigió La Madre de Eva, una obra en la cual se cuenta el proceso de transición de género desde el punto de vista de una madre. Luego en el mismo año, dirigió No te olvides de Agustina, obra escrita por ella misma y que habla de la enfermedad de Alzheimer.

### Vida personal
Estuvo casada con el actor chileno Daniel Muñoz.

## Filmografía (como actriz)

### Películas[18]
| Año  | Película     | Papel                                  | Director          |
| ---- | ------------ | -------------------------------------- | ----------------- |
| 2003 | El fotógrafo |                                        | Sebastián Alarcón |
| 2008 | Desierto sur | Carolina Arizmendi (as Heidrum Breier) | Shawn Garry       |
| 2008 | Fiestapatria | Jane                                   | Luis R. Vera      |
| 2016 | Tierra Yerma |                                        | Miriam Heard      |
| 2016 | Neruda       | María Hagenaar                         | Pablo Larraín     |

### Telenovelas
| Año  | Telenovela        | Papel                     | Director                |
| ---- | ----------------- | ------------------------- | ----------------------- |
| 2003 | Puertas adentro   | Sandrine Moire            | Vicente Sabatini        |
| 2004 | Hippie            | Hermana Sol               | Cristián Galaz          |
| 2007 | Vivir con 10      | Hannah                    | Ricardo Vicuña          |
| 2009 | Sin anestesia     |                           | Patricio González       |
| 2011 | Peleles           | Irina Burkhard "La Rusia" | León Errázuriz          |
| 2012 | Soltera otra vez  | Claudia                   | Herval Abreu            |
| 2013 | Somos los Carmona | Pauline                   | Claudio López de Lérida |
| 2014 | Las 2 Carolinas   | Gioconda Silva            | Vicente Sabatini        |

### Series de televisión
| Año  | Serie                                                | Personaje     | Director                               |
| ---- | ---------------------------------------------------- | ------------- | -------------------------------------- |
| 2005 | El día menos pensado                                 | Judith        | Carlos Pinto                           |
| 2007 | Héroes, capítulo Carrera, el príncipe de los caminos | Rosemary      | Cristián Galaz                         |
| 2010 | Los 80                                               | Madre Teresa  | Boris Quercia y Rodrigo Bazaes         |
| 2013 | Diario de mi residencia en Chile: María Graham       |               | Miriam Heard                           |
| 2015 | Los años dorados                                     |               | Ricardo Vicuña                         |
| 2019 | El presidente                                        |               | Armando Bó                             |
| 2019 | Héroes invisibles                                    | Ruth          | Mika Kurvinen y Alicia Scherson        |
| 2020 | Dignidad                                             | Inés Hausmann | Julio Jorquera Arriagada y Nancy Rojas |

## Teatro

### Como actriz:
- 1999: Los bufones de Shakespeare
- 2002: Historias de familia
- 2002: Sor María Ignacio lo explica todo para usted
- 2003: La vida de Helge
- 2004: Las cloacas del paraíso
- 2005: Cocinando con Elvis
- 2008: Una relación pornográfica
- 2013: El Rey del Plagio
- 2013: Las Suplicantes
- 2017: Gaz
- 2019: Impostoras
- 2019: Proyecto Hécuba
- 2020: El Horacio
- 2024: El Orfanato (voz)
- 2025: Aprendan del fuego
- 2025: La gata Eleonore

### Como directora:
- Blackbird
- 2009: Filóctetes
- 2009: Bajo hielo
- 2011: La muerte de Danton
- 2012: Sala de espera futuro
- 2014: Rosas, armar un recuerdo (dirección y dramaturgia)
- 2014: Delirio
- 2014: Tranquila eres mía
- 2015: Banal
- 2016: La irreflexión de las cosas vivas
- 2016: Cabezas redondas y cabezas puntiagudas
- 2017: Karl Marx : Año Zero
- 2019: Demasiado cortas las piernas
- 2019: Proyecto Hécuba
- 2021: Santiago High Tech
- 2022: Quiero mi pedazo de pastel del mundo
- 2022: Las Amantes
- 2022: Lluvia de primavera
- 2022: La Madre De Eva
- 2023: El alma buena de Se-Chuan
- 2023: No te olvides de Agustina (dirección y dramaturgia)
- 2023: Madre
- 2025: El barco fantasma
- 2025: La gata Eleonore

## Premios y reconocimientos
- 2009: Premio Altazor de las Artes Nacionales como mejor dirección para la obra Filoctetes